# لا ریرا د گایا
لا ریرا د گایا (به اسپانیایی: La Riera de Gaià) یک شهرستان در اسپانیا است که در استان تاراگونا واقع شده‌است.

## خصوصیات
لا ریرا د گایا ۸٫۸ کیلومترمربع مساحت و ۱٬۶۶۱ نفر جمعیت دارد و ۲۸ متر بالاتر از سطح دریا واقع شده‌است.